# Garckea elongata
Garckea elongata är en bladmossart som beskrevs av Ferdinand François Gabriel Renauld och Jules Cardot 1900. Garckea elongata ingår i släktet Garckea och familjen Ditrichaceae. Inga underarter finns listade i Catalogue of Life.